# Alcalá de los Gazules

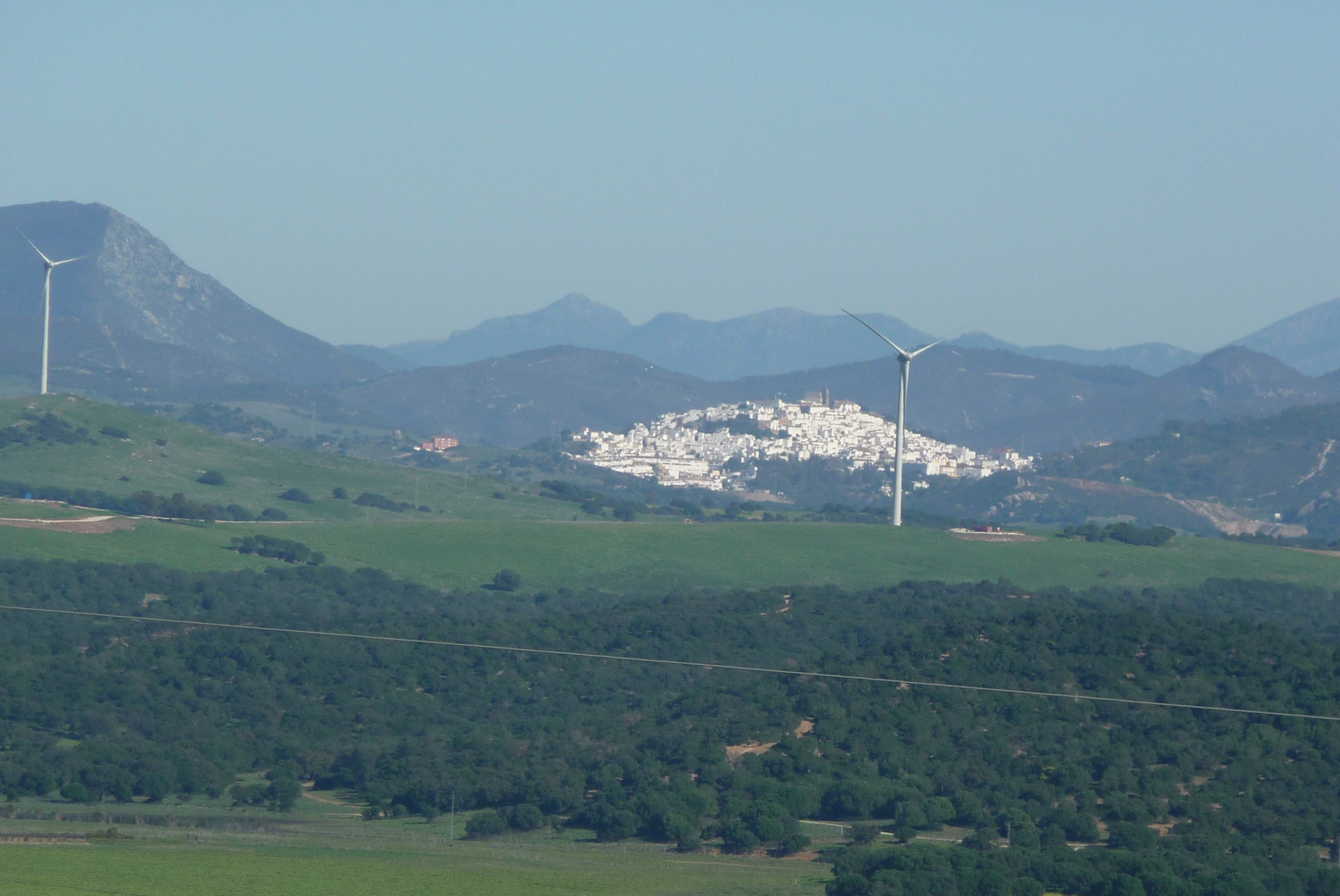
Alcalá de los Gazules

Alcalá de los Gazules este un municipiu în provincia Cádiz, Andaluzia, Spania cu o populație de 5.565 locuitori.
1. ↑  Nomenclátor Geográfico de Municipios y Entidades de Población (20240402 edition)